# Алтунолук, Севда
Севда Алтунолук (тур. Sevda Altunoluk; род. 1 апреля 1994, Токат) — турецкая спортсменка-паралимпиец, игрок в голбол. Трёхкратная паралимпийская чемпионка.
Выступает за клуб «Йенимахалле Беледиеспор» из Анкары и за национальную сборную Турции. Севда Алтунолук несколько раз выигрывала приз лучшему бомбардиру. В 2021 году она вошла в список 100 женщин по версии BBC.

## Биография
Севда Алтунолюк родилась 1 апреля 1994 года. Является уроженкой Токата. Её сестра Севтап Алтунолюк тоже является игроком в голбол.

## Спортивная карьера

### Клубная
Алтунолук начала играть в голбол в 12 лет.
Она играла за спортивный клуб для слабовидящих «Митхат Энч Гёрен Калплер» из Анкары, а затем перешла в «Йенимахалле Беледиеспор». Её нынешнюю команду тренирует Экрем Гюндогду, который является членом мужской команды по голболу. Севда несколько раз признавалась лучшим бомбардиром на национальном уровне.

### Международная
Алтунолук выступает на международном уровне в составе женской сборной Турции по голболу.
В 2010 году на турнире в Эскишехире она выиграла серебряную медаль чемпионата Европы по голболу среди женщин в дивизионе B. На чемпионате Европы по голболу в 2012 году в Асколи-Пичено она завоевала золотую медаль и выиграла гонку бомбардиров, отличившись 27 голами.
Она выиграла золотую медаль на Играх Паюлахти 2013 года в Настоле, где стала лучшим бомбардиром. Алтынолук также стала лучшим бомбардиром турнира Malmö Lady Inter Cup 2013 в Мальмё, забив 18 голов, хотя её команда заняла только четвёртое место. На том же турнире в следующем году команда взяла бронзу, а Севда заняла второе место в списке лучших бомбардиров с 17 голами.
В 2015 году она завоевала золотую медаль на чемпионате Европы по голболу в дивизионе А на турнире, прошедшем в Каунасе. Там она стала лучшим бомбардиром, опередив партнёршу по сборной Сумейе Озджан.
Алтунолук завоевала золотую медаль на летних Паралимпийских играх 2016 года в Рио-де-Жанейро. Спустя пять лет, на Паралимпиаде в Токио, Турция вновь выиграла золото. Севда Алтунолук стала лучшим бомбардиром турнира.